# Мотаево
Мотаево — деревня в Весьегонском муниципальном округе Тверской области.

## География
Деревня находится в северо-восточной части Тверской области на расстоянии приблизительно 26 км на юг по прямой от районного центра города Весьегонск.

## История
Была известна с 1745 года как владение московского Симонова монастыря. Дворов 55 (1859 год), 61 (1889), 62 (1931), 36 (1963), 17 (1993), 13 (2008),. До 2017 года входила в состав Пронинского сельского поселения, с 2017 по 2019 год входила в состав Ивановского сельского поселения до упразднения последнего.

## Население
Численность населения: 297 (1859 год), 263 (1889), 273 (1931), 113 (1963), 30 (1993),, 26 (русские 100 %) в 2002 году, 16 в 2010, 8 (2020).